# 小翼拟蟹守螺
小翼拟蟹守螺（学名：Cerithidea microptera），是中腹足目海蜷科栓海蜷属的一种。主要分布于中国大陆，常栖息在潮间带。